# ميلانكوفيتش
ملتين ميلانكوفتش هو عالم رياضيات وفلكي وعالم مناخ وجيوفيزيائي ومهندس مدني وأستاذ جامعي صربي. ولد في 28 مايو 1872 للميلاد وتوفي في 12 ديسمبر عام 1958 للميلاد. أعطى ميلانكوفيتش مساهمتين علميتين مهمتين عالمياً: الأولى ما عُرف بقانون التشميس للأرض (بالإنكليزية Canon of the Earth’s Insolation) والذي بواسطته تمّ التعرف على الخصائص المناخية لكافة كواكب المجموعة الشمسية. أما المساهمة الثانية فكانت إيجاد تفسير للتغيرات المناخية طويلة الأمد، والتي نتجت لتغير موقع الأرض بالنسبة للشمس، وهو ما يعرف الآن بآلية ميلانكوفيتش وهو الأمر الذي فسّر ظهور العصر الجليدي في التاريخ الجيولوجي المبكر للأرض، وأتاح أيضاً إمكانية التنبؤ بالتغيرات المناخية في المستقبل.